# Wouter III van Châtillon
Wouter III van Châtillon (circa 1166 - oktober 1219) was van 1191 tot aan zijn dood heer van Châtillon, Troissy, Crécy, Montjay, Broigny en van 1205 tot aan zijn dood graaf van Saint-Pol. Hij behoorde tot het huis Châtillon.

## Levensloop
Wouter was de zoon van heer Gwijde II van Châtillon en diens echtgenote Adelheid, dochter van graaf Robert I van Dreux. 
Samen met zijn oudere broer Gwijde III begeleidde hij koning Filips II van Frankrijk bij de Derde Kruistocht. In 1191 stief zijn broer bij het Beleg van Akko, waarna Wouter III de heerlijkheden Châtillon, Crécy, Troissy, Crécy en Montjay erfde. Na zijn terugkeer naar Frankrijk ondersteunde Wouter de Franse koning bij de strijd tegen het huis Plantagenet in Normandië. In 1192 erfde hij van vervreemde verwanten de burcht van Pierrefonds, die hij amper een jaar later met de Franse koning inruilde voor Clichy. In 1196 huwde hij met Elisabeth (overleden rond 1240), dochter en erfgename van graaf Hugo IV van Saint-Pol. Na het overlijden van zijn schoonvader erfde Wouter in 1205 dit graafschap.
In 1198 gaf hij aan Felix van Valois, die later heilig verklaard werd, de opdracht om nabij Cerfroi een Trinitariërsklooster te stichten. Bovendien was hij grootkamenier van het graafschap Champagne en seneschalk van het hertogdom Bourgondië. Tijdens de Successieoorlog in Champagne ondersteunde hij de partij van graaf Theobald IV en diens moeder Blanca.
In 1209 streed hij in de kruistocht tegen de Albigenzen en nam hij deel aan de belegeringen van Béziers en Carcassonne. In 1214 vocht hij aan de Franse zijde in de zegerijke Slag bij Bouvines tegen Engeland. In 1219 ondernam hij samen met de latere koning Lodewijk VIII van Frankrijk opnieuw een kruistocht tegen de Albigenzen en nam hij deel aan de massamoord van Marmande. Kort daarna stierf hij.

## Nakomelingen
Gwijde en zijn echtgenote Elisabeth kregen volgende kinderen:
- Gwijde II (overleden in 1226), graaf van Saint-Pol
- Hugo V (overleden in 1248), heer van Châtillon, graaf van Saint-Pol en graaf van Blois
- Elisabeth, huwde met heer Rudolf II van Coucy
- Eustachia, huwde in 1215 met heer Daniel van Béthune en daarna met Robert II van Wavrin, maarschalk van het graafschap Vlaanderen
- Beatrix, huwde met Aubert van Hangest, heer van Senlis